# 新宮清志
新宮清志（1946年1月5日〜） は、日本の構造工学者。
日本大学名誉教授。一級建築士、工学博士（日本大学）。日本工学会フェロー(第1回認定者)。日本膜構造協会第3種正会員。

## 来歴
島根県出雲市生まれ。
1968年 日本大学工学部 建築学科 卒業。1970年 日本大学大学院理工学研究科 建設工学専攻 修士課程 修了。
1974年 日本大学大学院 理工学研究科 建築学専攻 博士課程 単位取得満期退学。
1974年～1980年 日本大学 助手。1980年～1985年 日本大学 専任講師。
1985年～1993年 日本大学 助教授。1985年～1986年 カーネギーメロン大学 客員研究員。
1986年～1986年 ウィスコンシン大学マディソン校 客員研究員。1993年～2012年 日本大学 教授。
2006年～2010年 日本建築学会関東支部長/理事。2010年～2011年 日本建築学会副会長。
2012年～2013年 日本大学 特任教授。2012年～2014年 日本建築学会監事。
2013年～ 日本大学 上席研究員。日本大学 非常勤講師。
2015年～ 総合資格学院/株式会社 総合資格 顧問。
受賞歴は、
1998年 日本ファジィ学会論文賞。1998年 日本大学理工学部 平成10年度学会・協会賞。
2006年 SCIS & ISIS 2006(Joint 3rd International Conference on Soft Computing and Intelligent Systems and 7th International Symposium on advanced Intelligent Systems) Recognition Award。
2010年 東京工業大学応用セラミックス研究所 所長賞(研究業績部門)。
2010年 日本大学理工学部 平成22年度学会・協会賞。2014年 日本計算工学会学会賞（功績賞）。
2014年 日本大学理工学部 平成26年度学会・協会賞。2015年 日本計算力学連合フェロー賞 (JACM FELLOW AWARD)。
2015年 日本大学理工学部 平成27年度学会・協会賞。